# 福井南郵便局
福井南郵便局（ふくいみなみゆうびんきょく）は、福井県福井市にある郵便局である。民営化前の分類では集配普通郵便局であった。

## 概要
住所：〒918-8799 福井県福井市板垣4-201
それまで福井市の中心部に所在する福井中央郵便局にて取り扱っていた地域区分局業務を郊外の北陸自動車道福井IC近隣にて行うとともに、福井市内の南部地域の集配業務を取り扱う（福井中央郵便局の郵便区の一部および麻生津郵便局（集配特定郵便局）の郵便区全域を移管する）目的で開局した。
中央郵便局（および併設のゆうちょ銀行直営店）を除けば、北陸地区で唯一、貯金・保険窓口の営業時間延長（18時まで）を行っている。

### 作業所
- 越廼郵便集配所 - 住所：〒910-3553 福井県福井市蒲生町1-59-10
- 清水郵便集配所 - 住所：〒910-3634 福井県福井市大森町42-5

## 沿革
- 1996年（平成8年）10月7日 - 福井南郵便局として、福井市板垣四丁目に開局[1][2]。同日、福井中央郵便局より地域区分局業務および郵便区の一部を、麻生津郵便局より郵便区の全域を移管。
- 1998年（平成10年）9月1日 - 外国通貨の両替および旅行小切手の売買に関する業務取扱を開始。
- 2006年（平成18年）10月2日 - 東郷郵便局、越廼郵便局、清水郵便局、大土呂郵便局より集配事務を移管[3]。
- 2007年（平成19年）10月1日 - 民営化に伴い、併設された郵便事業福井南支店に一部業務を移管。
- 2012年（平成24年）10月1日 - 日本郵便株式会社発足に伴い、郵便事業福井南支店を福井南郵便局に統合。

## 取扱内容
- 郵便、印紙、ゆうパック、内容証明
- 貯金、為替、振替、振込、国際送金、外貨両替、国債、投資信託 - 平日18時まで営業。
- 生命保険、バイク自賠責保険、自動車保険、がん保険、引受条件緩和型医療保険 - 平日18時まで営業。
- ゆうちょ銀行ATM
- 郵便番号の上2桁が91の地域あての郵便物を配達局ごとに区分する業務（地域区分局業務）
- 福井市内の一部地域（〒918-8xxx、910-21xx、910-35xx、910-36xx、919-03xx、918-0000）の集配業務
- ゆうゆう窓口

## 周辺
- JR貨物 南福井駅
- 福井県立羽水高等学校
- 国道8号（福井バイパス）

## アクセス
- 福井鉄道福武線 赤十字前駅から徒歩約17分
- ハピラインふくい線・JR西日本越美北線（九頭竜線） 越前花堂駅から徒歩約23分
- 京福バス
  - すまいる 南ルート（木田・板垣方面）「福井南郵便局前」バス停留所下車
  - 60系統 羽水高校線「南木田」または「板垣5丁目」バス停留所下車
- 北陸自動車道 福井ICから南西へ約3.5km
- 駐車場あり：33台